# PZL-110 Koliber
Il PZL-110 Koliber è un aereo da addestramento monomotore, monoplano ad ala bassa prodotto dall'azienda aeronautica polacca Wytwórnia Sprzętu Komunikacyjnego "PZL-Warszawa II" su licenza della francese SOCATA.
Il modello era la copia quasi conforme del Morane-Saulnier SOCATA Rallye, commercializzata per il mercato nazionale nel settore dell'aviazione generale dove trovò impiego sia come aereo da turismo che come aereo da addestramento nei locali aeroclub.
Dall'originale PZL-110 Koliber, basato sul Rallye 100 ST, vennero ricavate alcune versioni locali, diverse tra loro nella motorizzazione adottata la cui potenza nominale divenne parte integrante della denominazione del velivolo.

## Versioni
PZL-110 Koliber
prima versione del modello basato sul Rallye 100 ST realizzato su licenza, equipaggiato con un motore Franklin 4A-235 a 4 cilindri contrapposti da 116 hp (87 kW), anch'esso prodotto su licenza dalla PLZ, realizzato in 32 esemplari.
PZL-110 Koliber 150
versione, indicata anche come PLZ-150 Koliber, equipaggiata con un Lycoming O-320 4 cilindri contrapposti da 150 hp (110 kW).
PZL-110 Koliber 160
versione equipaggiata con un Lycoming O-320 4 cilindri contrapposti da 160 hp (120 kW).
PZL-111 Koliber 235
versione equipaggiata con un Lycoming O-520 6 cilindri contrapposti da 235 hp (175 kW).